# The NeverEnding Story (utwór)
The NeverEnding Story – tytułowa piosenka z angielskiej wersji filmu Niekończąca się opowieść, wykonana przez Limahla i Beth Anderson w 1984. Utwór odniósł międzynarodowy sukces i znalazł się na wysokich pozycjach list przebojów w wielu krajach.

## Wersja oryginalna
Piosenka została skomponowana przez Giorgio Morodera ze słowami Keitha Forseya, chociaż zarówno ona, jak i kilka innych elektronicznych utwotów ze ścieżki dźwiękowej filmu nie pojawia się w oryginalnej niemieckiej wersji.
Ponieważ Beth Anderson nagrywała swoje słowa niezależnie od Limahla i nie pojawiła się w teledysku, musiała zastąpić ją piosenkarka Mandy Newton, która „śpiewała” teksty Anderson ruszając wargami
Odnosząc się do tytułu filmu, utwór nie ma żadnego wyróżniającego się początku, ani końca. W przeciwieństwie do innych piosenek, które pod koniec się wyciszają, NeverEnding Story wzmacnia swój ton, tworząc w ten sposób wrażenie „niekończącej się”.

## Światowe listy przebojów
| Lista (1984–1985)                     | Pozycja |
| ------------------------------------- | ------- |
| Austria – Ö3 Austria Top 40           | 2       |
| Francja – SNEP                        | 7       |
| Niemcy – Media Control Charts         | 2       |
| Irlandia – Irish Singles Chart        | 4       |
| Włochy – FIMI                         | 2       |
| Norwegia – VG-lista                   | 1       |
| Szwecja – Sverigetopplistan           | 1       |
| Szwajcaria – Schweizer Hitparade      | 3       |
| Wielka Brytania – UK Singles Chart    | 4       |
| Stany Zjednoczone – Billboard Hot 100 | 17      |